# Carpatolechia decorella
Carpatolechia decorella — вид лускокрилих комах з родини виїмчастокрилих молей (Gelechiidae).

## Поширення
Вид поширений на більшій частині Європи, у Північній Африці, на Канарських островах, у Туреччині, на Кавказі та в Казахстані.

## Опис
Розмах крил 11—15 мм. Передні крила вохристо-білуваті, часто більш-менш змішані або повністю вкриті ворсом; чорна позначка вздовж кости біля основи; стигмати великі, чорні, дуже неправильні, згинчасті, іноді з'єднані з реберною міткою; перша дискальна значно перевищує плікальну. Задні крила трохи більші, світло-сірі.

## Спосіб життя
Імаго з'являються в липні і зимують. Іноді їх можна зустріти знову наступної весни. Личинки живляться на дубі і дерені. Вони живуть всередині складеного листка рослини-господаря.